# Laserinduzierte Fluoreszenz
Laserinduzierte Fluoreszenz (engl. laser-induced fluorescence, LIF) ist ein spektroskopisches Messverfahren. Es basiert auf der Fluoreszenzanregung durch einen Laser und gehört somit zur Gruppe der Laserspektroskopien.

## Beschreibung
Wird ein Atom, Molekül oder Stoff mit einem Laserstrahl beleuchtet, dessen Licht eine Frequenz aus dem Absorptionsbereich des Stoffs hat, so resultiert aus der Laseranregung eine Fluoreszenz. Die Intensität der Fluoreszenz hängt vom Absorptionsspektrum des Stoffs ab und von der Intensität des Laserstrahls. Oberhalb einer kritischen Intensität kann es  zu Sättigungseffekten oder auch zu (reversiblen oder irreversiblen) Zerstörungen des angeregten Stoffes kommen. Eine strahlungslose Abregung des Materials wird Quenching genannt.
In der Technik werden LIF-Verfahren u. a. zur Bestimmung von Stoffkonzentrationen in Gasen und Flüssigkeiten verwendet. Insbesondere in der Verbrennungstechnik dient die laserinduzierte Fluoreszenz zur Detektion des OH-Radikals (OH-Konzentration) und von Stickoxiden.
In der Physik werden zeitaufgelöste LIF-Techniken beispielsweise zur Bestimmung der Lebensdauer angeregter atomarer oder molekularer Zustände eingesetzt.
In der Bioanalytik kommt die LIF bei der Laser-Scanning-Mikroskopie (LSM) zum Einsatz.